# Jeremy Maclin
Jeremy Maclin (urodzony 11 maja 1988 roku w Chesterfield w stanie Missouri) – amerykański zawodnik futbolu amerykańskiego, grający na pozycji wide receiver. W rozgrywkach akademickich NCAA występował w drużynie University of Missouri.
W roku 2009 przystąpił do draftu NFL. Został wybrany w drugiej rundzie (19. wybór) przez zespół Philadelphia Eagles. W drużynie z Pensylwanii występuje do tej pory.
Dwukrotnie w sezonach 2007 i 2008 został wybrany do drużyny składającej się z najlepszych zawodników futbolu amerykańskiego z rozgrywek akademickich NCAA – All-American.